# Volguard II
Volguard II (ヴォルガード２, Vorugado 2) é um jogo eletrônico, primeiramente lançado para NES em 1985.